# Hoplistomerus erythropus
Hoplistomerus erythropus là một loài ruồi trong họ Asilidae. Hoplistomerus erythropus được Bezzi miêu tả năm 1915. Loài này phân bố ở vùng nhiệt đới châu Phi.